# Einschleifen

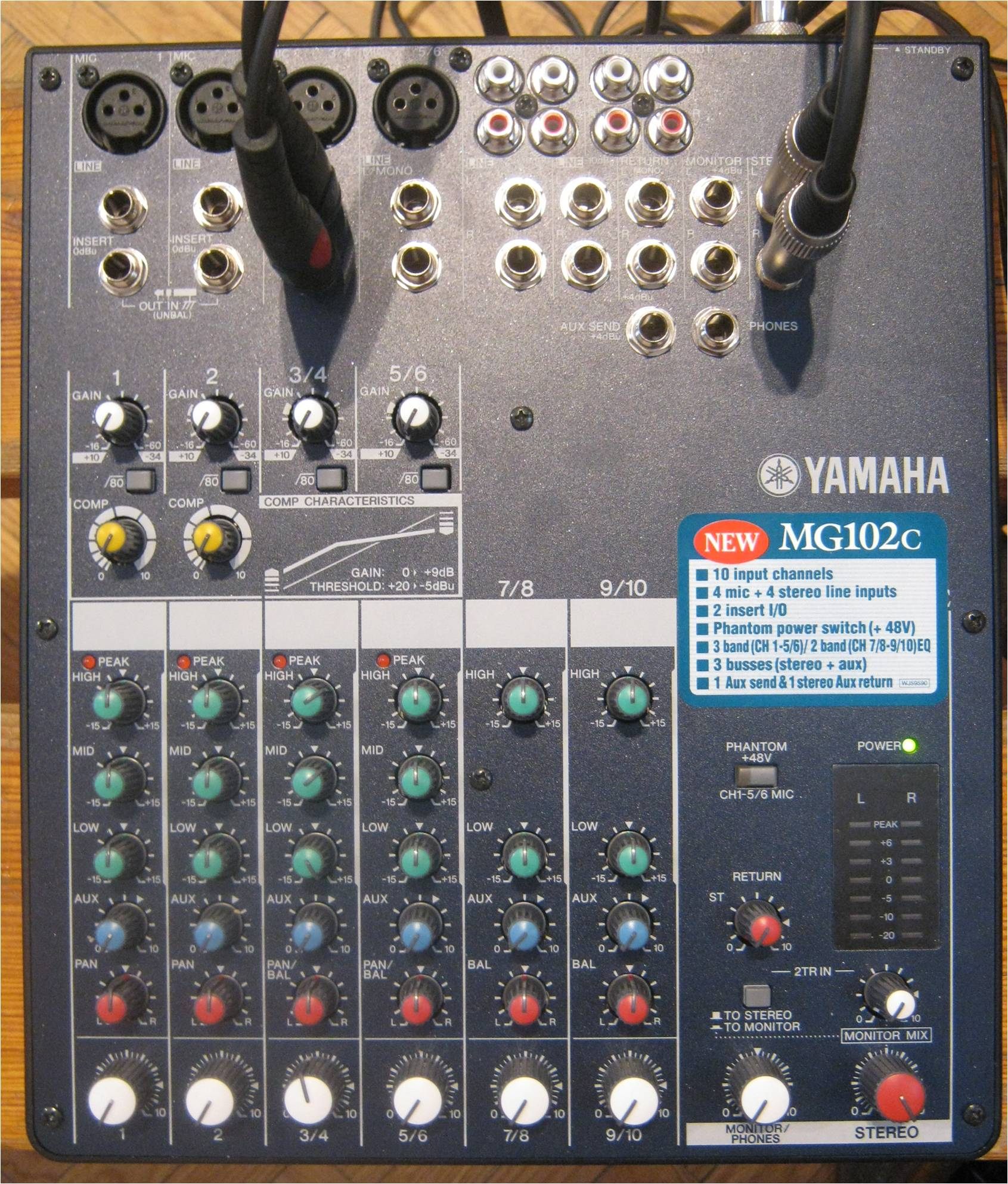
Mischpult mit Insert-Anschlüssen (Klinkenbuchsen) links oben in den Eingängen 1 und 2 zum Einschleifen von Zusatzgeräten in den Signalweg

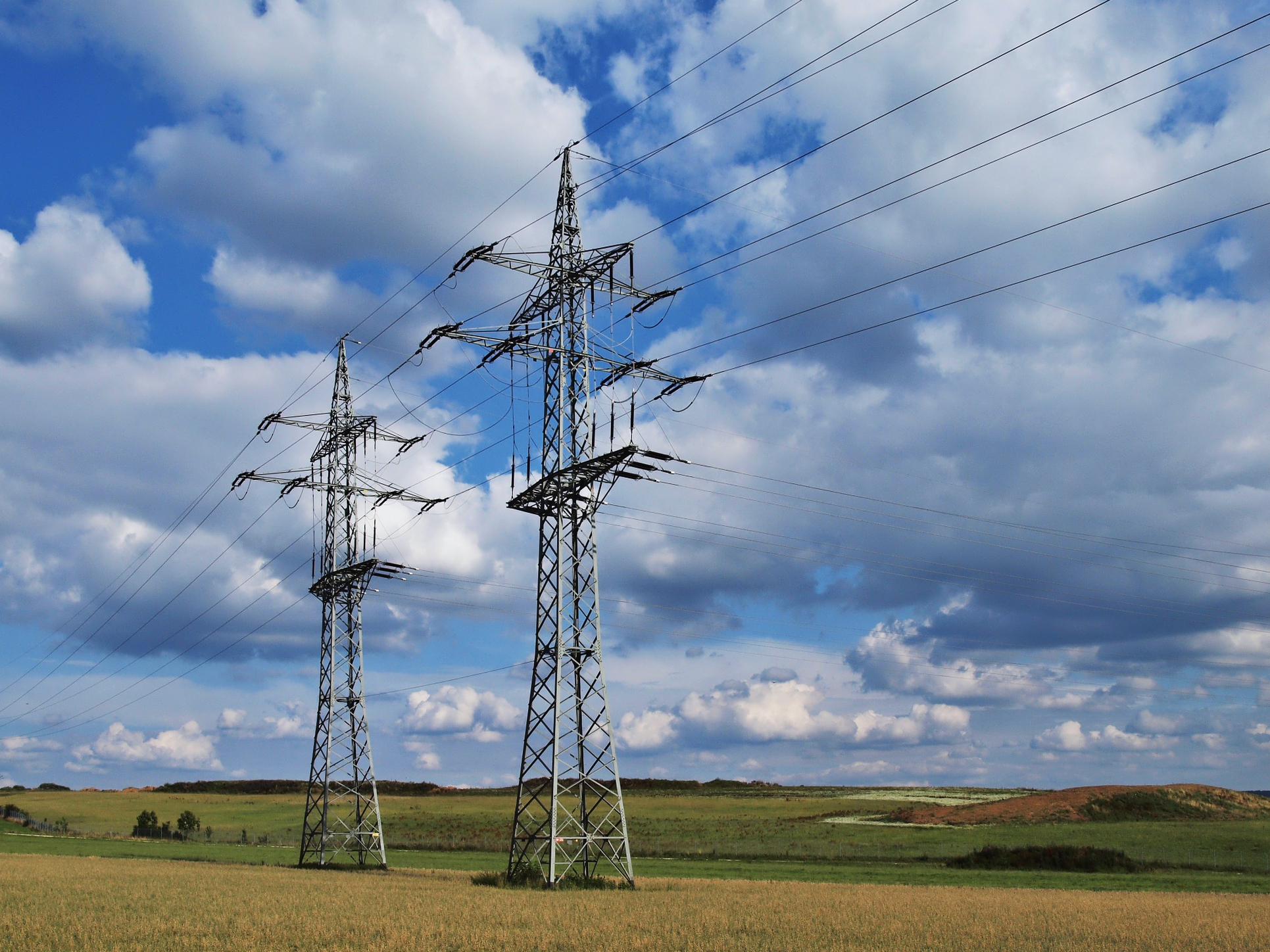
Einschleifstelle an einer 110-kV-Freileitung. Am vorderen Mast ist die linke, am hinteren die rechte Leitung durch die Einschleifung unterbrochen.

Von Einschleifen eines elektrischen Stromes spricht man, wenn eine durchgehende Leitung unterbrochen und durch einen Umweg wieder geschlossen wird: Die Umwegleitung wird in die durchgehende Leitung eingeschleift. Bei der Eisenbahn beschreibt der Begriff die Einmündung einer Strecke in eine durchgehende, was häufig über eine schleifenförmige Gleisform und Überwerfungsbauwerke geschieht.

## Tontechnik
Wird ein Effektgerät in einen bestehenden Signalweg eingeschleift, dann wird der Signalweg aufgetrennt und das Audiosignal durch das Effektgerät geleitet. Audio-Mischpulte bieten dafür so genannte Insert-Buchsen, die beim Einstecken eines Steckers den internen Signalweg mechanisch auftrennen. Die eingesteckte Einschleifleitung muss einen Hinweg zum und einen Rückweg vom Effektgerät enthalten, damit der Signalweg wieder geschlossen ist. 

## Stromversorgung
Bei Hochspannungs-Freileitungen können Abzweige zu Umspannwerken als Einschleifung ausgeführt werden. Dabei wird nicht nur eine T-förmige Anzapfung gesetzt, sondern beide Seiten der durchgehenden Stammleitung werden getrennt zum Umspannwerk geführt und dort durchgeschaltet. Vorteil dieser Bauweise: Die Stammleitung kann im (meist ferngesteuerten) Umspannwerk unterbrochen werden, etwa für Teilabschaltungen zu Wartungszwecken.
Die Maste, an denen die Einschleifung durchgeführt wird, sind oft so gebaut, dass mit relativ geringen Aufwand die Einschleifung in einem Abzweig umgebaut werden kann.

## Eingeschleift oder eingeschliffen?
Das Partizip „geschliffen“ gehört zu „schleifen“ in der Bedeutung „einen Schliff erzeugen“: Eine Klinge oder ein Schmuckstein werden geschliffen. Bei einer Einschleifung im Sinne dieses Artikels wird jedoch nichts geschliffen, sondern eine Schleife gebildet, das Partizip lautet daher „eingeschleift“. 